# 暗黒街の顔役 (1959年の映画)
『暗黒街の顔役』（あんこくがいのかおやく）は岡本喜八監督、鶴田浩二主演の1959年製作の日本映画。同時上映は『こだまは呼んでいる』。

## ストーリー
横光組の金融取り立て部長である小松竜太は、弟・峰夫の歌手活動を止めさせるように社長と黒崎から強いられて説得を試みるが、峰夫は反発する。実は峰夫は殺し屋・五郎の逃亡を助ける運転手として、犯行当日の深夜に食堂の少女に顔を見られていた。モンタージュ写真は似ていないというもののいつ少女が思い出すか分からない不安が横光たちにはあり、このままでは少女の口封じをしなければならない。黒崎は臆病者の樫村が営む自動車修理工場で峰夫を痛めつけるが、峰夫は絶対に屈服しない。板挟み状態の竜太は、頼れる兄貴分の須藤に相談する。

## スタッフ
以下のスタッフ名は東宝WEBに従った。
- 製作：田中友幸
- 製作担当者：喜多村俊男
- 監督：岡本喜八
- 監督助手：竹林進
- 脚本：西亀元貞、関沢新一
- 撮影：中井朝一
- 編集：黒岩義民
- 音楽：伊福部昭

## キャスト
- 小松竜太：鶴田浩二[1]
- 小松峰夫：宝田明[1]
- 樫村大助：三船敏郎[1]
- 菊村純子：白川由美[1]
- リエ：草笛光子[1]
- 陽子：柳川慶子[1]
- かな子：笹るみ子[1]
- 横光：河津清三郎[1]
- 須藤：平田昭彦[1]
- 黒崎：田中春男[1]
- 五郎：佐藤允[1]
- ユタ公：中山豊[1]
- バタ公：桐野洋雄[1]
- 健：山本廉[1]
- 政：岩本弘司[1]
- 辰：ミッキー・カーチス[1]
- 清：夏木陽介[1]
- 市村：堺左千夫[1]
- 鳴海：広瀬正一[1]
- 平野：高木弘[1]
- 村上刑事：瀬良明[1]
- 下松刑事：中丸忠雄[1]
- 石山の父親：高堂国典[1]
- 天岸：沢村いき雄[1]
- 小山：天本英世[1]
- 青柳春美：中島そのみ[1]
- トミ江：横山道代[1]
- 伯母さん：本間文子[1]
- 竹坊：加藤春哉[1]
- 西脇金融社長：大友伸[1]
- 跛足の三吉：宇野晃司[1]
- 小松真一：市川かつじ
- 板金工業社長秘書：今泉廉[3]

※以下ノンクレジット出演者
- コステロ：エドウィン・M・キーン
- マリオ：エンベル・アルテンバイ
- カジノバーの客：アンドリュー・ヒューズ、ヘンリコ・ロッシー、パン・ヘンリー、サベル・ジャミール、天見竜太郎、山田圭介、草間璋夫、土屋詩朗
- バーテンダー：渋谷英男
- コステロの部下：向井淳一郎、宇留木耕嗣、若松明
- 刑務所の看守：伊原徳
- 石山家の近所の人：大西康雅、成田孝、一万慈多鶴恵
- ハイティーンのボーイ：川又吉一、由起卓也
- ショーの観客：清水良二、小玉清、関田裕
- クラブのボーイ：佐藤功一
- クラブの客：須田準之助、勝部義夫、中島春雄、伊藤実
- 検問所の警官：越後憲三
- 板金工業社長：林幹[3]

## 映像ソフト
- DVDが2008年5月23日に東宝より発売されている[4]。